# マジシャン (漫画)
『マジシャン』は、高階良子による日本の少女漫画。『ボニータ』（秋田書店）にて1981年から1995年にかけて連載された。
のちに2001年から2008年にかけて、同誌の後継誌にあたる『ミステリーボニータ』（同）にて、著者の別作品『アドニスの憂鬱な日々』と作品世界を共有させた、番外編・続編にあたる『新マジシャン』が連載された。

## ストーリー
小さなマジック用品店を営む由貴と、その保護者の青年昌吾。日本でひっそりと暮らしていた昌吾は、かつてラスベガスで活躍した花形マジシャンだった。2人の周りで起こる数々の不思議な事件のトリックを、昌吾は得意のマジックで鮮やかに解いていく。 

## 登場人物
葵昌吾（あおい しょうご）
かつてラスベガスで活躍していた若き天才マジシャン。
由貴の両親の弟子だったが、自分が彼等の死の原因を作ってしまったことから引退し、日本で由貴の保護者となった。
榊原由貴（さかきばら ゆき）
小さなマジック用品店を営む娘。マジシャンだった両親は、脱出トリックに失敗して舞台上で亡くなった。
井沢乃梨子（いさわ のりこ）
井沢財閥の娘。由貴や昌吾と懇意にしており、必要に際してさまざまな援助も行う。
井沢のゴッドマザー
本名不詳。井沢財閥を実質支配する影の実力者。孫娘の乃梨子には甘い。
堤日出夫（つつみ ひでお）
昌吾の押しかけ弟子。後に零細な探偵社に就職する。ペットはカラスのクロベエ。
杉田（すぎた）
殺人課の警部。昌吾を信頼し、時折、事件のトリックなどのアドバイスを求めに来たりする。
ルイス・ゴッド
ロサンゼルスを拠点とするマジシャン。
ジョージ・新藤
天才的な催眠術師。マジックを使ってペテンを働き、そのためマジック界を追われた。
オリビア
ラスベガス時代に昌吾のパートナーだった女性。

## 書誌情報

### ボニータコミック版
全19巻（1982年 - 1989年）

### 秋田文庫版
全13巻（1999年 - 2001年）